# Johanna Krumin

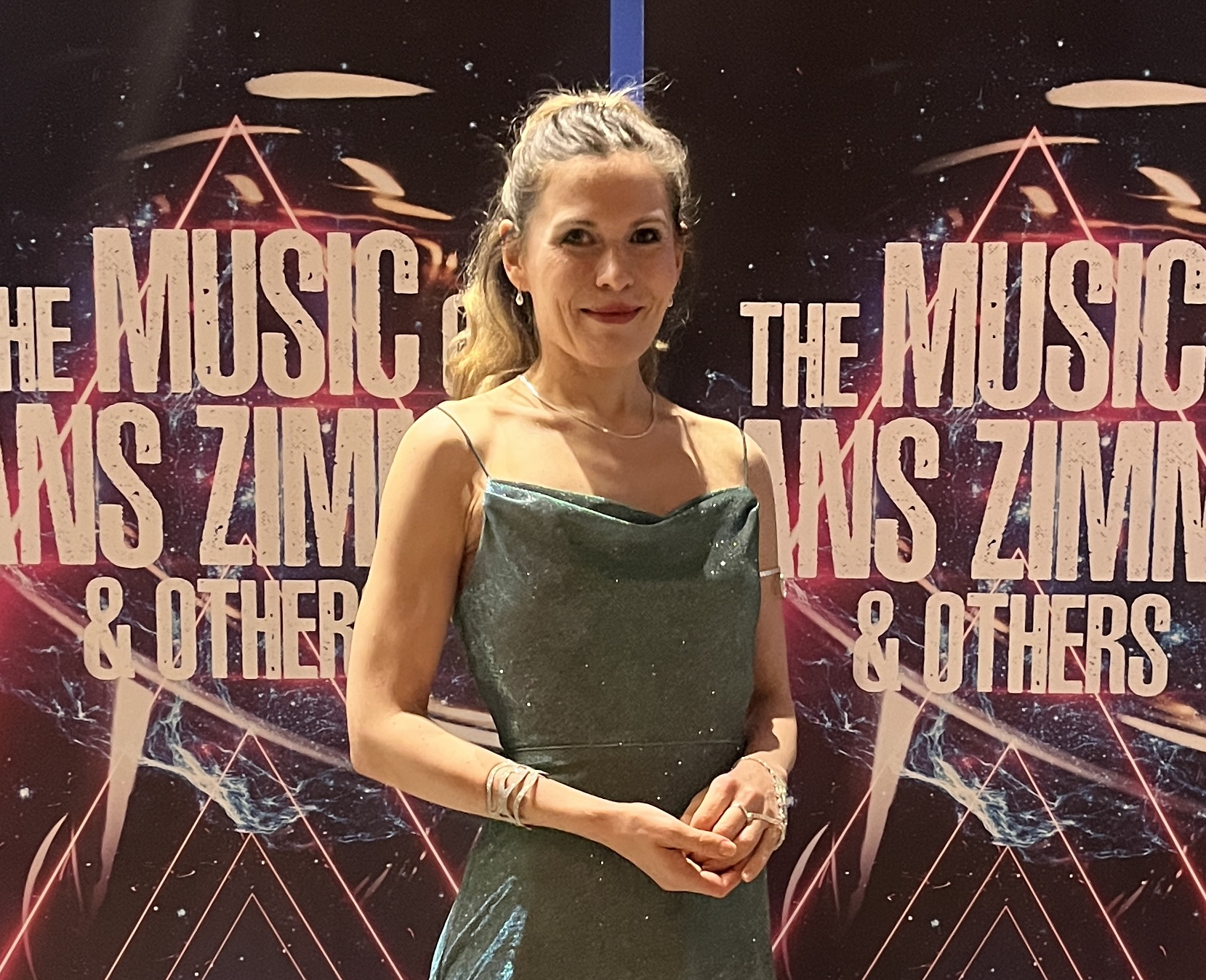
Johanna Krumin, Paris 2025

Johanna Krumin (* 20. Jahrhundert in Berlin-Neukölln) ist eine deutsche Sopranistin.

## Werdegang
Krumin studierte an der Hochschule für Musik Hanns Eisler Berlin bei Renate Krahmer und Julia Varady (Diplom 2002) und absolvierte dort ein weiterbildendes Studium (Oper / Musiktheater).
Auf der Ruhrtriennale sang sie die „Vierge“ in Arthur Honeggers Stück Jeanne d’Arc au bûcher mit Dörte Lyssewski als Jeanne d‘arc unter der Regie von Stanislas Nordey.
Am Ernst-Deutsch-Theater Hamburg und Renaissance-Theater Berlin spielte sie im Theaterstück Meisterklasse vonTerrence McNally mit Daniela Ziegler als Maria Callas die Rolle der Sharon / Lady Macbeth (2004/2005).
Mit der Komponistin Dorothée Hahne und der Blockflötistin Dorothee Oberlinger arbeitete sie ab 2007 im ensemble newsic zusammen.
2015 erschien ihre Solo-Lied-CD Echowand zum 90. Geburtstag von Mikis Theodorakis beim Label Wergo/Schott. Diese CD hat den supersonic award Schallplattenpreis gewonnen. Mikis Theodorakis äußerte sich über Krumin’s Interpretation seiner Lieder: „Johanna Krumin singt das so, dass man zuhören muss. Näher kann man mir als Musiker nicht sein.“
U.a. mit Singles / CDs wie Blaubeermund, Prophezeiung (Klassik Version) und Finsternis von E Nomine unternahm sie Ausflüge in den Popbereich. Die CD Finsternis (E Nomine) wurde mit einer goldenen Schallplatte ausgezeichnet.
Seit 2018 singt Johanna Krumin in den Shows Hans Zimmer And Others und The Music Of The Lord Of The Rings und co-moderierte in diesem Rahmen u. a. mit Nastassja Kinski, Uwe Ochsenknecht, Sky du Mont, William Kircher und Evelyn Fischer. 2023 interviewte sie gemeinsam mit William Kircher den Filmmusikkomponisten Harold Faltermeyer.
Seit 2018 betreibt sie mit der Violinistin und Musikwissenschaftlerin Anna Barbara Kastelewicz das Festival KulturSchlagLicht, wo u. a. der Organist Matthias Eisenberg und die Gambistin Hille Perl Gast waren. Eine Besonderheit dieses Festivals ist die Pferdeshow, in der Johanna Krumin vom Pferderücken aus live klassische Opernarien singt.
Im Rahmen der gegenüber den Corona-Maßnahmen kritischen Interviewreihe Alles auf den Tisch interviewte Johanna Krumin die ehemalige Familienministerin Kristina Schröder (2021).

## Auszeichnungen
- CD Finsternis (Zusammenarbeit mit E nomine) Goldene Schallplatte (2008)
- Solo-CD „Echowand“ Supersonic award Schallplattenpreis (2015)